# Clear Lake, Iowa
Clear Lake är en stad (city) i Cerro Gordo County, i delstaten Iowa, USA. Enligt United States Census Bureau har staden en folkmängd på 7 740 invånare (2011) och en landarea på 28 km².